# Наутилиды
Наутилиды (лат. Nautilidae) — семейство головоногих моллюсков, единственное сохранившиеся до наших дней в составе подкласса наутилоидей (Nautiloidea), представители которого носят общее название наутилус.

## Классификация
В семейство включают 2 современных рода:
- Allonautilus Ward & Saunders, 1997
- Nautilus Linnaeus, 1758

По данным сайта Paleobiology Database, на декабрь 2023 года в семейство включают 17 вымерших родов:
- † Anglonautilus Spath, 1927
- † Angulithes Montfort, 1808
- † Belmonticeras Rulleau, 2008
- † Carinonautilus Spengler, 1910
- † Cymatoceras Hyatt, 1884
- † Deltocymatoceras Kummel, 1956
- † Epicymatoceras Kummel, 1956
- † Euciphoceras
- † Eucymatoceras Spath, 1927
- † Eutrephoceras Hyatt, 1894
- † Kummelonautilus Matsumoto, 1984
- † Ligeiceras Barroso-Barcenilla, 2011
- † Nautilopsis Conrad 1848
- † Paracymatoceras Spath, 1927
- † Pseudocenoceras Spath, 1927
- † Stenzeloceras Whetstone & Teichert, 1978
- † Strionautilus Shimanskiy, 1951

### Комментарии
1. ↑  Хотя более конкретно данное название относится к виду наутилус помпилиус, название наутилус широко применяется для любых видов семейства Nautilidae.